# Kathrein-Werke
La Kathrein-Werke (ortografia corretta: KATHREIN SE) è un produttore tedesco di antenne e tecnologia satellitare. La società ha sede a Rosenheim (Alta Baviera).
L'azienda è la più antica ed è stata per molti anni il più grande produttore di antenne al mondo.
Kathrein ha prodotto z. Come le antenne della stazione base di torri mobili per GSM e UMTS o antenne combi per varie case automobilistiche quali BMW per radio, TV, cellulare e GPS.
Le antenne paraboliche satellitari per la ricezione radiotelevisiva, come la maggior parte dei ricevitori satellitari, sono sviluppate e in parte prodotte da Kathrein in Germania. Vari accessori e anche i ricevitori satellitari basati su Linux sono prodotti OEM dall'Estremo Oriente. Molte torri di antenne radio e televisive (con punte a strisce rosse e bianche) contengono antenne Kathrein. Le stazioni associate provengono principalmente da Rohde & Schwarz.
La società è stata condivisa dall'inizio del 2019. Le parti principali della compagnia sono state assegnate a Ericsson e Continental AG.

## Storia
La società fu fondata da Anton Kathrein senior, un ingegnere elettronico di Rosenheim, nel 1919 come officina per la produzione di sistemi di protezione contro i fulmini.
Solo con l'avvento delle trasmissioni decenni più tardi si è passati alla costruzione di antenne come punto focale della produzione. Dall'aprile del 1942, la compagnia impiegò circa 40 lavoratori forzati dall'Ucraina.

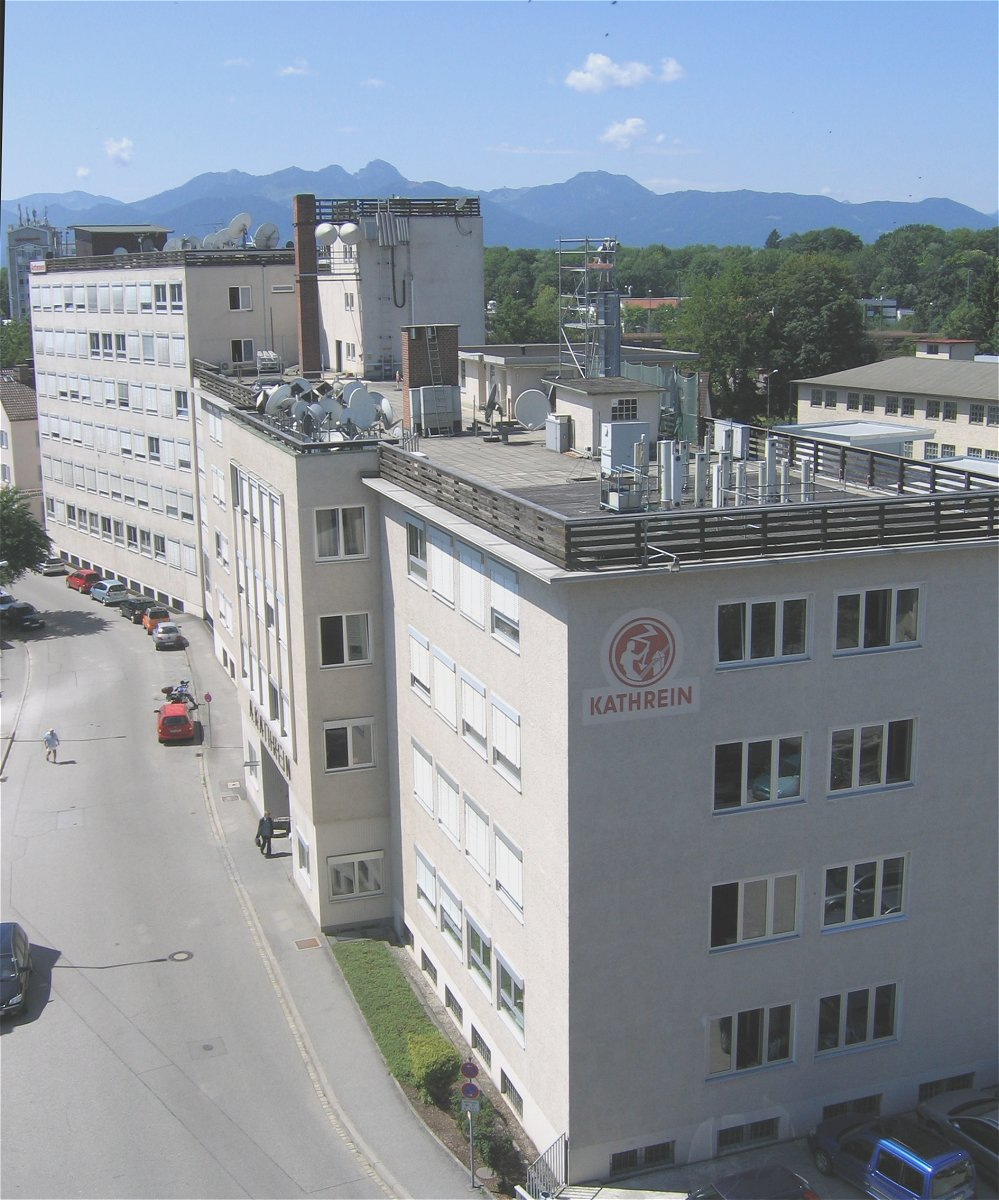
Sede a Rosenheim

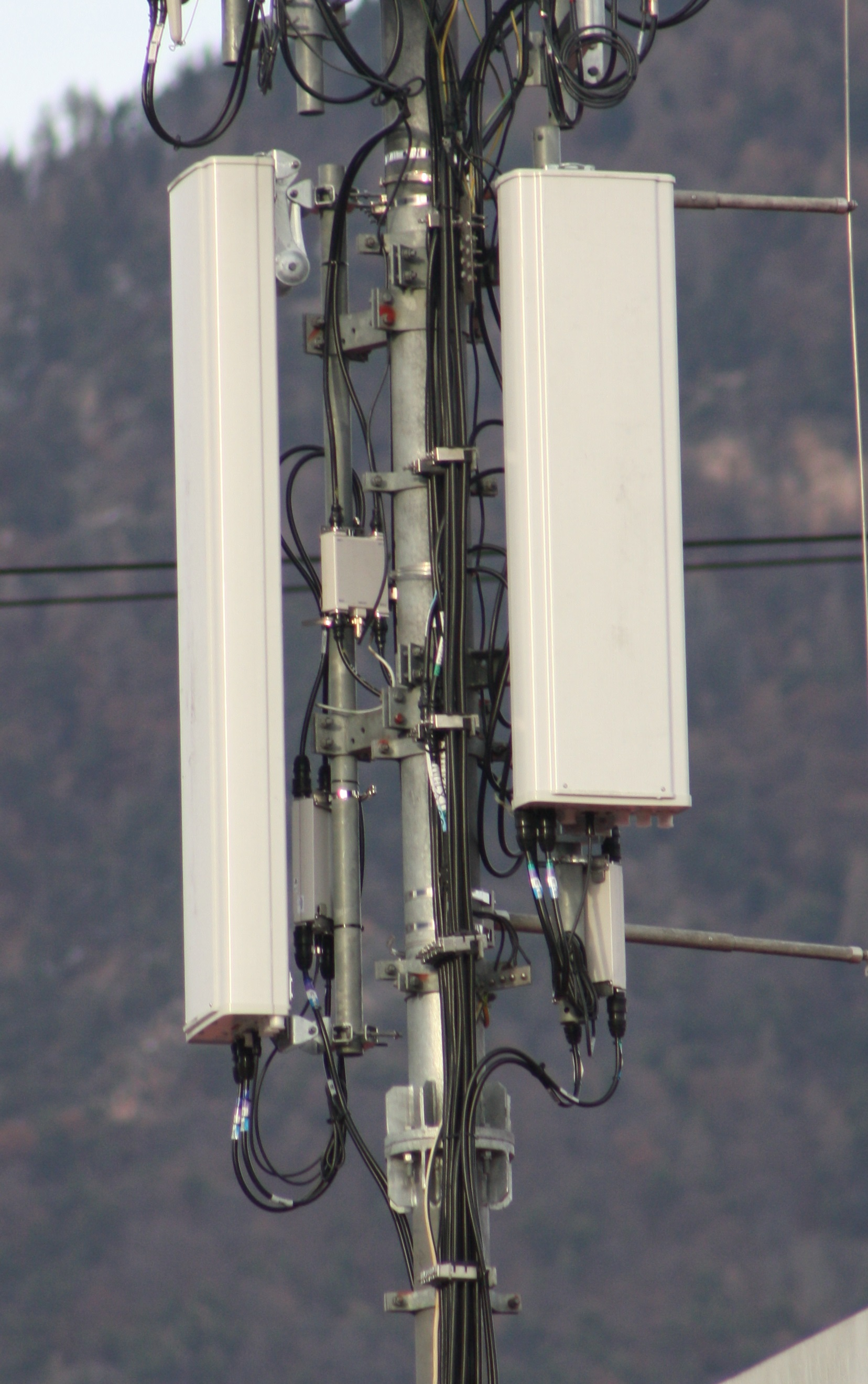
antenne di telefonia mobile Kathrein

Entro il 2011, ha aumentato il fatturato annuo di 51 milioni di marchi a 1,3 miliardi di euro.
Kathrein è oggi il leader del mercato mondiale in molte aree della tecnologia delle antenne e afferma di essere il più grande e il più antico produttore di antenne al mondo. Nel 2012 il Gruppo Kathrein ha impiegato oltre 6.800 persone in 62 società e ha previsto vendite per circa 1,4 miliardi di euro.
Nel 1983, la società Katek è stata fondata come nuovo membro indipendente del Gruppo Kathrein. Come un gruppo di provider di servizi Katek elettronica include non solo Katek GmbH per la produzione, SCHOMANDL GmbH per l'elettronica di sviluppo e ad alta frequenza, così come il Katek Service GmbH Wetzlar e ESC Electronic Service GmbH Chiemgau per il rifornimento, riparazione e manutenzione.
A titolo di asset deal ha assunto nel febbraio 2009, il Grassauer Görler-Telekom GmbH dal Kathrein Gruppo TechnoTrend GmbH con le sue sedi in Erfurt e Unterfoehring nei pressi di Monaco di Baviera. Il marchio TechnoTrend dovrebbe rimanere ed essere incluso nelle attività di vendita internazionali di Kathrein.
Inoltre, è stato acquistato maggio 2010 Blaupunkt Antenna Systems GmbH & Co. KG, con circa 250 dipendenti dalla holding industriale Aurelio AG per rafforzare la divisione automotive [8] [9] [10]. Questa espansione dei cosiddetti Erstausrüstergeschäfts l'azienda è diventata uno dei principali produttori al mondo di antenne per auto con lo sviluppo e di produzione in Germania, Portogallo, Brasile e Cina.
Anton Kathrein jun. è morto nel 2012 all'età di 61 anni. Il 28 novembre 2012, suo figlio Anton Klaus Kathrein ha assunto la direzione.
Il 20 ottobre il CEO Anton Klaus Kathrein ha annunciato la chiusura del sito produttivo di Nördlingen a causa di cattive condizioni. Di questi, 700 posti di lavoro sono interessati. Nel mese di settembre 2016, il capitale fisso della pianta Kathrein a Nördlingen nel contesto della risoluzione posizione dalla casa d'aste Troostwijk Auktionen GmbH & Co. KG è stato venduto all'asta on-line.
Nel novembre 2017, Hans-Joachim Ziems, noto come riorganizzatore, è stato nominato alla direzione, che ha quasi completamente distrutto la società fino al 2019.
Il 20 febbraio 2018, la direzione ha annunciato la chiusura degli impianti di Niederndorf (Austria) e Bělá nad Radbuzou (Repubblica ceca), con questa misura sono interessati 230 o 140 posti.
Su 29 ottobre 2018 è stato annunciato che il KATHREIN Automotive GmbH, Hildesheim (precedentemente Blaupunkt Antenna Systems) è stato venduto, comprese le sedi internazionali associati in Brasile, Cina, Messico, Stati Uniti e Portogallo. Il compratore era il fornitore automobilistico Continental. Il Kathrein Automotive GmbH realizzato in base alle informazioni nel proprio bilancio consolidato nel corso dell'anno solare 2017 un fatturato di € 93,3 milioni, di cui € 60,2 milioni è attribuibile alla Germania.
Il 26 novembre 2018, Antennenbauer ha annunciato che entro la fine del 2019 rientrerebbe nella ristrutturazione di altri 250 dipendenti.
Nel mese di febbraio 2019, solo le aree di ingegneria broadcast, canali di comunicazione e satellitari speciali è saputo che l'azienda è quasi completamente venduto a Ericsson, l'intero core business di sviluppare e produrre antenne di telefonia mobile sono venduti con circa 4.000 dipendenti rimanere con circa 350 dipendenti in tutto il mondo hanno lasciato .
Nel maggio 2019, Hans-Joachim Ziems annunciò che voleva anche vendere l'area commerciale con la tecnologia di trasmissione e la ricezione satellitare. Lui stesso lascerà l'azienda vendendo quest'ultima attività degna di nota. Dopo 100 anni, la storia del produttore di antenne Kathrein finisce. Anton Kathrein III vorrebbe concentrarsi in seguito sull'area di Internet of Things.
In precedenza si è appreso che il defunto Anton Kathrein II nel 2012, la società sotto la sua guida con una politica di espansione coerentemente perseguita in difficoltà economiche immerse. pertanto, anche nelle imprese in perdita aveva continuato a investire, ha continuato a mancare la pianificazione della liquidità della società.
Ciò avrebbe comportato pesanti perdite e alti livelli di indebitamento. Suo figlio Anton Kathrein III era stato chiamato del tutto impreparato per il suo successore. Alla fine, quando le banche dovettero pagare vari prestiti, iniziarono le cessioni.

## Compagnia del gruppo Kathrein
Il gruppo è diviso in 60 società in tutto il mondo:
- KATHREIN SE, Rosenheim
- KATHREIN Austria Ges. mbH, Kufstein
- KATHREIN-Vertr.-Ges. mbH, Salzburg
- KATHREIN Sachsen GmbH, Mühlau
- KATHREIN France, Verrières-Le-Buisson
- Sodhy, Verrières-Le-Buisson
- KATHREIN Romania, Timisoara
- Romkatel SRL, Bukarest
- KATHREIN SCALA Inc., USA
- KATHREIN MOBILCOM BRASIL LTDA., Sao Paulo
- Olimpus Ltda., Sao Paulo
- Fecom S.A., Kuba
- KATHREIN Asia Seoul, Co., Ltd., Korea
- KATHREIN Indochina, Co., Ltd., Thailand
- KATHREIN SEA Sdn Bhd, Malaysia
- KATHREIN (South Africa) PTY, South Africa
- KATHREIN China Holding Ltd., Hong Kong
- KATHREIN China Ltd., Hong Kong
- KATHREIN Telecom Equipment Ltd., Shenzhen, China
- KATHREIN Technology (Shenzhen) Ltd., Shenzhen, China
- KATHREIN Electronic (Shenzhen) Co., Ltd., Shenzhen, China
- KDS Technology Co. Ltd., Shenzhen, China
- KATHREIN India Pvt. Ltd., Mumbai
- KATHREIN Middle East Ltd., Dubai
- KATHREIN Poland Sp. z o.o., Warschau
- KATHREIN RFID, Stephanskirchen
- KATHREIN UK Ltd., England
- Techno Trend Görler GmbH, Rohrdorf
- CityCom GmbH, Grassau
- BEB Elektronik Kommunikationstechnik GmbH & Co. KG, Amerang
- Antenna GmbH & Co. KG, München
- Zehnder GmbH, Tennenbronn
- Sira S.R.L., Mailand, Italien
- KEL Electronic GmbH, Wernberg-Köblitz
- KEL Montazni Technica S.R.O., Bela, Tschechien
- AEC Elektrotechnika, spol. s.r.o., Tschechien
- Feix Druckguss GmbH&Co. KG, Kaufbeuren
- Erste Rosenheimer Finanzservice AG, Rosenheim
- Tiroler Elektronik Holding GmbH, Niederndorf
- Sport Com, Rosenheim
- Weefa Leasing GmbH, Rosenheim
- Offsetdruck + Verlag Pfeiler GmbH, Thansau
- ROKA Rosenheimer Grundstücksverwaltungs GmbH
- Grundstücksgesellschaft Colditzstraße bR, Berlin
- Energieversorgungsgesellschaft Colditzstraße mbH, Berlin
- Blaupunkt Electronic GmbH, Amerang/Hildesheim
- Blaupunkt Antenna Systems USA, Inc.
- Blaupunkt Automotive Products, Suzhou, China
- Motometer, Vila Real, Portugal
- EnOcean GmbH, Oberhaching
- pv-b AG, Starnberg